# PAL
Sistem PAL (kratica za phase-alternating line, phase alternation by line ali phase alternation line) je sistem kodiranja televizijskega signala uporabljen v večjem delu sveta (tudi v Sloveniji). Druga dva razširjena sistema sta SECAM in NTSC.